# San Mauro Castelverde
San Mauro Castelverde est une commune italienne de la province de Palerme, dans la région Sicile.

## Géographie
La commune est située sur le territoire du parc naturel régional des Madonie.

## Administration
| Période                                  | Période  | Identité           | Étiquette | Qualité |
| ---------------------------------------- | -------- | ------------------ | --------- | ------- |
| 2000                                     | 2010     | Mauro Cascio       |           | maire   |
| 2010                                     | 2015     | Mario Azzolini     |           | maire   |
| 2015                                     | En cours | Giuseppe Minutilla |           | maire   |
| Les données manquantes sont à compléter. |          |                    |           |         |

### Communes limitrophes
Castel di Lucio, Castelbuono, Geraci Siculo, Pettineo, Pollina, Tusa.

### Jumelages
- Quilmes (Argentine) ;
- Rush (Irlande).